# North American Broadcasters Association

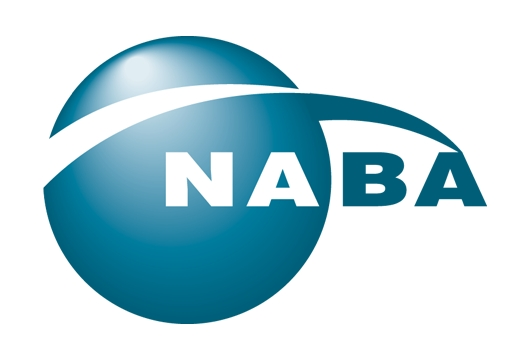
Logo de la NABA

La North American Broadcasters Association (NABA) est un groupe à but non lucratif d'organisations de radiodiffuseurs aux États-Unis, au Canada et au Mexique. Elle a pour but de défendre les intérêts des radiodiffuseurs en Amérique du Nord et dans le monde entier. Son siège est situé au Canadian Broadcasting Centre à Toronto, Ontario.

## Assemblée générale annuelle (AGA) et conférence de la NABA
Chaque année, la NABA organise une conférence et une assemblée générale annuelle (AGA). 
Cet événement offre aux membres l’occasion de se réunir en un lieu unique pour discuter de questions importantes lors de réunions officielles et lors de tables rondes. Les membres de la NABA organisent chaque événement dans leurs installations. 
La dernière AGA ayant eu lieu reçut : CNN (Atlanta), Fox (Los Angeles), CBC / Radio-Canada (Toronto), NBC-Universal (New York), Televisa / TV Azteca ( Mexico) et la National Public Radio (NPR) (Washington, DC).